# Espace sportif Pailleron
Pour les articles homonymes, voir Pailleron.
L'espace sportif Pailleron est un complexe sportif situé rue Édouard-Pailleron dans le 19e arrondissement de Paris (France).  Entièrement rénové, il a rouvert ses portes en octobre 2006. Il est composé de trois espaces : une piscine, une patinoire et un espace forme et bien-être.

## Histoire

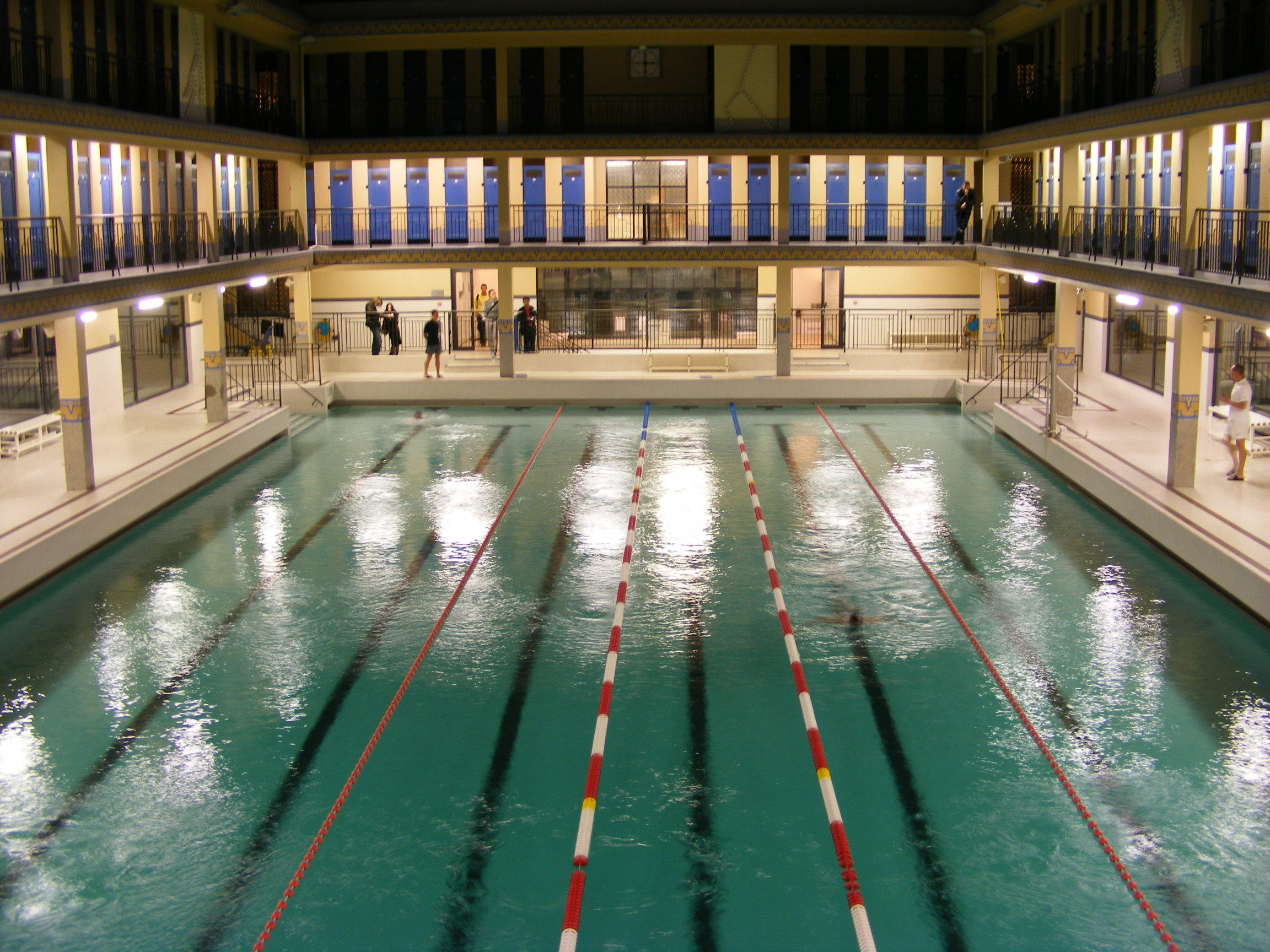
Nuit blanche 2009 à la piscine Pailleron.

La piscine, construite par l'architecte Lucien Pollet, fut inaugurée en 1933. Dans les années 1970 une patinoire fut ajoutée. La piscine Pailleron fut fermée en 1990, la patinoire en 1996.
La piscine fait l’objet d’une inscription au titre des monuments historiques depuis le 19 juin 1998. En 2001, la ville de Paris décide de sa rénovation. Les travaux commencent en 2004 sous la direction de l'architecte Marc Mimram. Le « bassin historique » est refait à l'identique, la façade extérieure est conservée, de nouveaux bâtiments et vestiaires sont construits. L'espace sportif Pailleron rouvre en 2006. Mimram fait partie des nommés au prix de l'Équerre d'argent en 2007 pour cette rénovation.
L'œuvre Motifs d'une porosité de Carmen Perrin, une acquisition du Fonds municipal d'art contemporain de la Ville de Paris, dans le cadre du 1 % artistique, a été inaugurée en 2006, lors de la réouverture de la piscine Pailleron après travaux.

## Équipement
La piscine est elle-même composée de plusieurs espaces. L'espace aquatique est composé d'une piscine de 33 mètres de long, d'un bassin ludique de 200 m2, d'un solarium, d'un pataugeoire et d'un spa. L'espace fitness et forme, quant à lui, s'articule autour d'une salle de cours collectifs avec parquet et d'un plateau de cardio-musculation. L'espace bien-être s'organise autour d'espaces de repos et de deux saunas. 
La patinoire recouvre une piste de glace de 800 m2 pour se laisser aller au patinage artistique, au hockey sur glace et bien d'autres activités de glisse.

## Gestion
L'espace sportif Pailleron est propriété de la mairie de Paris mais sa gestion fait l’objet d’une délégation de service public à l’Union nationale des centres sportifs de plein air (UCPA) qui prend aussi en charge l’animation et la promotion du site au même titre que pour les autres lieux gérés par l’association.
Un changement de gestionnaire est arrivé le 1er septembre 2022 : l’espace sportif Pailleron est désormais géré par Vert-Marine.